# Crissier
Crissier is een gemeente en plaats in het Zwitserse kanton Vauden maakt sinds 1 januari 2008 deel uit van het Ouest lausannois. Voor 2008 maakte de gemeente deel uit van het district Lausanne.
Crissier telt 6714 inwoners.